# 童宪章
童宪章（1918年1月10日—1996年1月31日），男。原籍江苏扬州，生于北京，中国石油工程学家。曾任北京石油勘探开发科学研究院高级工程师。

## 生平
1941年毕业于中央大学物理系。1991当选为中国科学院学部委员（院士）。